# Mník bělolemý
Mník bělolemý (Brosme brosme) je mořská ryba z čeledi mníkovití.

## Popis
Mník bělolemý má protáhlé tělo. Běžně dosahuje délky kolem 50 cm. Má jednu hřbetní ploutev, která je na bázi dlouhá a sahá až k ploutví ocasní. Má 93–103 měkkých paprsků. Řitní ploutev je na bázi dlouhá, je protažena až k ocasní ploutvi. Má 62–75 měkkých paprsků. Horní čelist je jen o málo delší než dolní čelist. Na bradě je jeden vous.

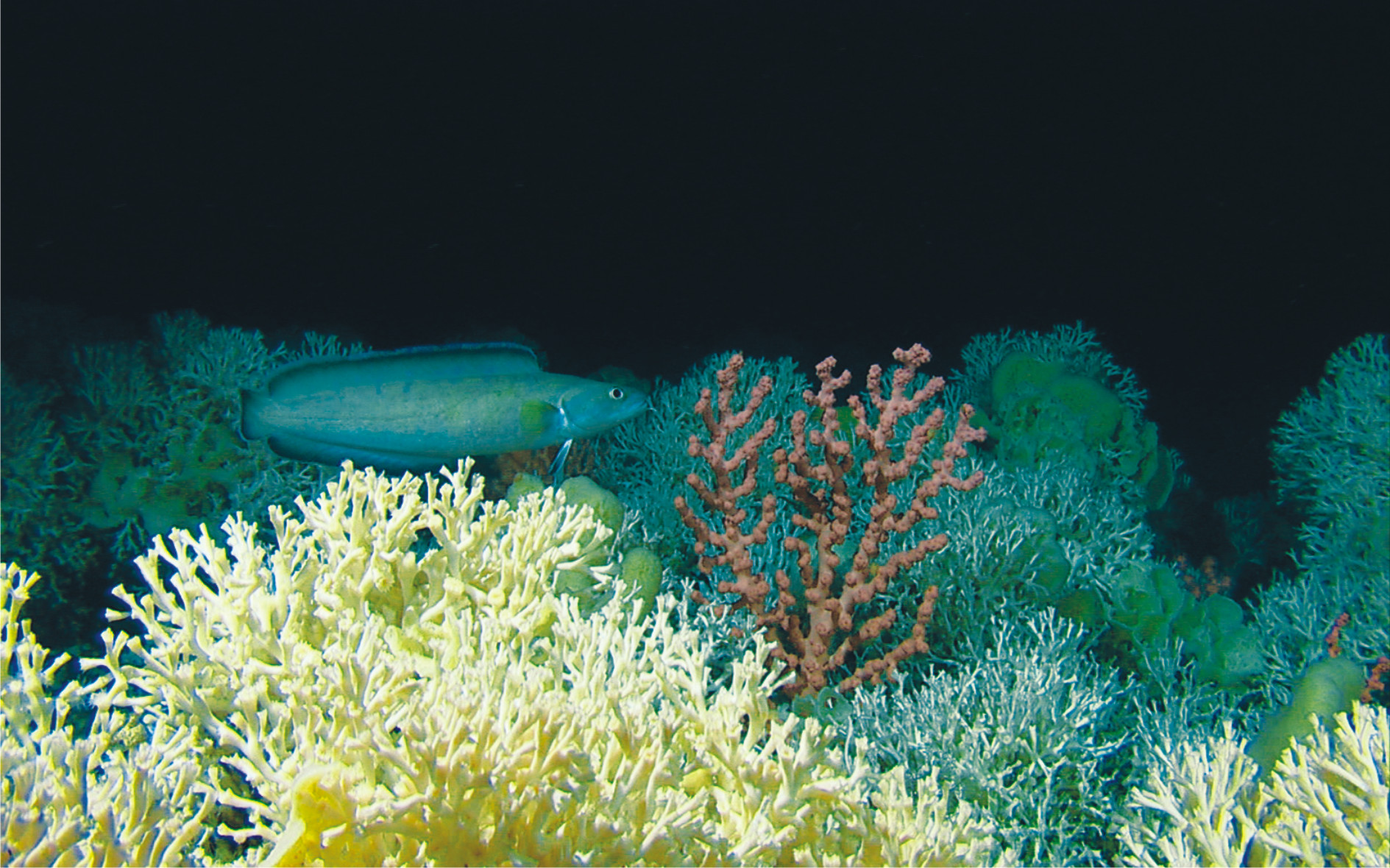
Mník bělolemý v akváriu